# Philemon Rono
Philemon Rono (8 febbraio 1991) è un maratoneta keniota.

## Biografia
Ha vinto per tre volte la Toronto Waterfront Marathon, oltre a vari altri piazzamenti di rilievo in maratone internazionali. Nel 2013 ha partecipato ai Mondiali di corsa campestre, piazzandosi in trentaseiesima posizione e vincendo la medaglia di bronzo a squadre. Nel 2014 ha vinto una medaglia di bronzo ai campionati africani di corsa campestre, nei quali ha anche conquistato la medaglia d'oro a squadre.

## Palmarès
| Anno | Manifestazione                         | Sede      | Evento         | Risultato | Prestazione | Note |
| ---- | -------------------------------------- | --------- | -------------- | --------- | ----------- | ---- |
| 2013 | Mondiali di corsa campestre            | Bydgoszcz | Corsa seniores | 36º       | 34'19"      |      |
| 2013 | Mondiali di corsa campestre            | Bydgoszcz | A squadre      | Bronzo    | 54 p.       |      |
| 2014 | Campionati africani di corsa campestre | Kampala   | Corsa seniores | Bronzo    | 35'01"9     |      |
| 2014 | Campionati africani di corsa campestre | Kampala   | A squadre      | Oro       |             |      |

## Campionati nazionali
2013
- 8º ai campionati kenioti, 10000 m piani - 28'25"7

## Altre competizioni internazionali
2012
- 7º alla Mezza maratona di Valencia ( Valencia) - 1h02'05"
- Argento alla Mezza maratona di Vienna ( Vienna) - 1h05'48"

2013
- 6º alla Mezza maratona di Delhi ( Nuova Delhi) - 1h01'07"
- 5º alla World 10K Bangalore ( Bangalore) - 28'37"

2014
- 7º alla Maratona di Amsterdam ( Amsterdam) - 2h10'23"
- Bronzo alla Maratona di Amburgo ( Amburgo) - 2h07'07"

2015
- 4º alla Maratona di Amburgo ( Amburgo) - 2h08'18"
- 5º alla Maratona di Valencia ( Valencia) - 2h08'47"

2016
- Oro alla Toronto Waterfront Marathon ( Toronto) - 2h08'26"
- Argento alla Maratona di Amburgo ( Amburgo) - 2h07'20"

2017
- 8º alla Maratona di Rotterdam ( Rotterdam) - 2h09'22"
- Oro alla Toronto Waterfront Marathon ( Toronto) - 2h06'52"

2018
- 9º alla Toronto Waterfront Marathon ( Toronto) - 2h13'37"

2019
- 6º alla Maratona di Boston ( Boston) - 2h08'57"
- Oro alla Toronto Waterfront Marathon ( Toronto) - 2h05'00"

2020
- 10º alla Maratona di Valencia ( Valencia) - 2h05'37"

2022
- 6º alla Maratona di Seul ( Seul) - 2h07'03"

2023
- Bronzo alla Maratona di Praga ( Praga) - 2h06'51"
- Argento alla Maratona di Mumbai ( Mumbai) - 2h08'44"